# Vincenzo Lauro
Pour les articles homonymes, voir Lauro (homonymie).
Vincenzo Lauro (né à Tropea en Calabre, Italie, le 23 mars 1523 et mort à Rome le 17 décembre 1592) est un cardinal italien du XVIe siècle.

## Biographie
Vincenzo Lauro est né à Tropea le 28 mars 1523 de Antonio et Raimonda Migliarese. La famille appartient à une branche de la famille Sanseverino. Il étudie la théologie et la médecine notamment à l'université de Naples et à l'université de Padoue. Partout en Europe il exerce des fonctions diplomatiques à partir de 1552 auprès du cardinal François de Tournon. Il rentre en Italie et entre au service du cardinal Hippolyte d'Este et devient médecin du duc Emmanuel-Philibert de Savoie. En 1566 il est élu évêque de Mondovì. Lauro est nonce apostolique en Savoie (en) en 1568 puis en Pologne de 1573 à 1578. Mgr Lauro est membre et président de la commission instauré par le pape Grégoire XII à propos du projet de Luigi Giglio sur le calendrier grégorien. Il est un ami des futurs saints Ignace de Loyola, Camille de Lellis et Philippe Neri, et de l'auteur Annibal Caro et le futur cardinal Federico Borromeo. Il est abbé commendataire de S. Maria a Pinerolo.
Le pape Grégoire XIII le crée cardinal lors du consistoire du 12 décembre 1583.
Le cardinal Laurone participe pas au conclave de 1585, lors duquel Sixte V est élu pape. 
Il participe aux conclaves de 1590 (élection d'Urbain VII et de Grégoire XIV), au conclave de 1591 (élection d'Innocent IX) et à celui de 1592 (élection de Clément VIII). Il meurt en 1592 à Rome assisté  de Camille de Lellis et est enterré en la basilique Saint-Clément-du-Latran.